# Wereldkampioenschappen synchroonzwemmen 2011 – Solo technische routine
Het Wereldkampioenschap synchroonzwemmen 2011 technische routine voor solisten vond plaats op 17 juli 2011 in Shanghai, China. De voorronde vond plaats op 17 juli, de beste 12 solisten kwalificeerden zich voor de finale later op de dag plaatsvond. Titelverdedigster was de Russin Natalja Isjtsjenko.

## Uitslagen

### Voorronde
| Rang | Naam                       | Land                | Score  | Bijz. |
| ---- | -------------------------- | ------------------- | ------ | ----- |
| 1    | Natalja Isjtsjenko         | Rusland             | 97,900 | Q     |
| 2    | Huang Xuechen              | China               | 95,500 | Q     |
| 3    | Andrea Fuentes             | Spanje              | 94,600 | Q     |
| 4    | Marie-Pier Boudreau Gagnon | Canada              | 93,600 | Q     |
| 5    | Yumi Adachi                | Japan               | 91,900 | Q     |
| 6    | Lolita Ananasova           | Oekraïne            | 89,600 | Q     |
| 7    | Despoina Solomou           | Griekenland         | 89,200 | Q     |
| 8    | Jenna Randall              | Verenigd Koninkrijk | 89,100 | Q     |
| 9    | Linda Cerutti              | Italië              | 88,400 | Q     |
| 10   | Anastasia Gloushkov        | Israël              | 87,700 | Q     |
| 10   | Mary Killman               | Verenigde Staten    | 87,700 | Q     |
| 12   | Wang Ok-Gyong              | Noord-Korea         | 87,300 | Q     |
| 13   | Anna Koelkina              | Kazachstan          | 83,400 |       |
| 14   | Park Hyun-na               | Zuid-Korea          | 83,300 |       |
| 15   | Giovana Stephan            | Brazilië            | 82,900 |       |
| 16   | Nadine Brandl              | Oostenrijk          | 82,500 |       |
| 17   | Eszter Czékus              | Hongarije           | 78,400 |       |
| 17   | Etel Sanchez               | Argentinië          | 78,400 |       |
| 19   | Kalina Yordanova           | Bulgarije           | 77,000 |       |
| 20   | Kristina Krajcovicova      | Slowakije           | 76,700 |       |
| 21   | Anastasiya Ruzmetova       | Oezbekistan         | 76,100 |       |
| 22   | Asly Alegria               | Colombia            | 75,600 |       |
| 23   | Greisy Gomez               | Venezuela           | 74,700 |       |
| 23   | Katrina Ann                | Maleisië            | 74,700 |       |
| 25   | Elena Tini                 | San Marino          | 74,500 |       |
| 26   | Jomana Mohamed Khaled      | Egypte              | 73,400 |       |
| 27   | Tuğçe Tanış                | Turkije             | 73,000 |       |
| 28   | Violeta Mitinian           | Costa Rica          | 69,300 |       |
| 29   | Kirstin Anderson           | Nieuw-Zeeland       | 68,800 |       |
| 30   | Nantaya Polsen             | Thailand            | 67,900 |       |
| 31   | Barbara Luna               | Cuba                | 67,500 |       |
| 32   | Adela Amanda Nirmala       | Indonesië           | 66,000 |       |
| 33   | Laura Strugnell            | Zuid-Afrika         | 61,800 |       |

### Finale
| Rang   | Naam                       | Land                | Score  |
| ------ | -------------------------- | ------------------- | ------ |
| Goud   | Natalja Isjtsjenko         | Rusland             | 98,300 |
| Zilver | Huang Xuechen              | China               | 96,500 |
| Brons  | Andrea Fuentes             | Spanje              | 95,300 |
| 4      | Marie Pier Boudreau-Gagnon | Canada              | 94,500 |
| 5      | Yumi Adachi                | Japan               | 92,600 |
| 6      | Lolita Ananasova           | Oekraïne            | 90,700 |
| 7      | Despoina Solomou           | Griekenland         | 89,400 |
| 8      | Jenna Randall              | Verenigd Koninkrijk | 89,000 |
| 9      | Linda Cerruti              | Italië              | 88,300 |
| 10     | Anastasia Gloushkov        | Israël              | 87,500 |
| 11     | Mary Killman               | Verenigde Staten    | 87,100 |
| 12     | Wang Ok-Gyong              | Noord-Korea         | 86,600 |